# 中山績子
中山 績子（なかやま いさこ、寛政7年2月10日（1795年3月30日） - 明治8年（1875年）2月12日）は、江戸時代末期の女官。権大納言中山愛親の娘。幼名は宗姫、初名は美禰、のち愛子。大典侍正三位。『中山績子日記』を著した。

## 経歴
文化4年（1807年）、儲君恵仁親王（後の仁孝天皇）の上臈となり高松局と称し、名を愛子とする。文化14年（1817年）、仁孝天皇の即位に際して典侍となり、宰相典侍と称する。文政11年（1828年）、名を績子と改める。天保10年（1839年）、油小路誠子のあとを承け、大典侍となった。仁孝天皇、さらに孝明天皇の譲位後も御所に残留したが、慶応3年（1867年）大典侍を辞す。明治2年（1869年）に正三位に叙された。
明治8年（1875年）2月12日、81歳で薨去。